# یارنو خملیخ
یارنو خملیخ (هلندی: Jarno Gmelich؛ زادهٔ ۲۱ ژوئن ۱۹۸۹ ‏(۳۵ سال)) دوچرخه‌سوار اهل هلند است.
از باشگاه‌هایی که در آن رکاب زده‌است می‌توان به دلتا سایکلینگ روتردام اشاره کرد.